# Langxia (häradshuvudort i Kina, Zhejiang Sheng, lat 30,17, long 121,08)
Langxia är en häradshuvudort i Kina. Den ligger i provinsen Zhejiang, i den östra delen av landet, omkring 88 kilometer öster om provinshuvudstaden Hangzhou. Antalet invånare är 58 246. Befolkningen består av 28 462 kvinnor och 29 784 män. Barn under 15 år utgör 9,0 %, vuxna 15-64 år 80 %, och äldre över 65 år 9,0 %.
Runt Langxia är det tätbefolkat, med 659 invånare per kvadratkilometer. Närmaste större samhälle är Zhouxiang, 5,1 km öster om Langxia. Runt Langxia är det i huvudsak tätbebyggt.
Genomsnittlig årsnederbörd är 1 778 millimeter. Den regnigaste månaden är juni, med i genomsnitt 285 mm nederbörd, och den torraste är januari, med 60 mm nederbörd.